# Rosario Parmegiani
Rosario Parmegiani, född 12 mars 1937 i Neapel, död 13 juni 2019 i Genua, var en italiensk vattenpolospelare. Han ingick i Italiens spelartrupp vid olympiska sommarspelen 1956 men fick inte speltid den gången. Fyra år senare blev det OS-guld i Rom och år 1964 en fjärdeplats i Tokyo. I OS-turneringen 1960 gjorde Parmeggiani sju mål. Han spelade 64 landskamper.